# ایستگاه ناریتا
ایستگاه ناریتا (به ژاپنی: 成田駅 Narita-eki) یک ایستگاه راه‌آهن متعلق به خط ناریتا است که در ناریتا، چیبا واقع شده‌است و توسط شرکت راه‌آهن شرق ژاپن اداره می‌شود.